# لورا هال
لورا هال (بالإنجليزية: Laura Hall)‏ هي عازفة بيانو أمريكية، ولدت في 21 سبتمبر 1961 في شيكاغو في الولايات المتحدة.

## وصلات خارجية
- لورا هال على موقع IMDb (الإنجليزية)
- لورا هال على موقع ميوزك برينز (الإنجليزية)
- لورا هال على موقع أول ميوزيك (الإنجليزية)
- لورا هال على موقع أول ميوزيك (الإنجليزية)
- لورا هال على موقع قاعدة بيانات الفيلم (الإنجليزية)